# Općina Veržej
Općina Veržej (slo.:Občina Veržej) je općina u sjeveroistočnoj Sloveniji u pokrajini Štajerska i statističkoj regiji Pomurje. Središte općine je naselje Veržej s 956 stanovnika.

## Zemljopis
Općina Veržej nalazi se u sjeveroistočnom dijelu Slovenije. 
Područje općine se nalazi u dolini rijeke Mure, podno Slovenskih gorica.
U općini vlada umjereno kontinentalna klima.
Najznačajniji vodotok u općini je rijeka Mura, koja je sjeverna granica. Ostali vodotoci su mali i njene su pritoke.

## Naselja u općini
Banovci, Bunčani, Veržej

## Vanjske poveznice
- Službena stranica općine